# Piccole figlie dei Sacri Cuori di Gesù e Maria
Le Piccole Figlie dei Sacri Cuori di Gesù e Maria sono un istituto religioso femminile di diritto pontificio: le suore di questa congregazione, dette popolarmente Chieppine, pospongono al loro nome la sigla PP.FF.

## Storia

Eugenia Picco, superiora generale della congregazione

La congregazione venne fondata a Parma dal sacerdote Agostino Chieppi (1830-1891) insieme ad
Anna Micheli (1828-1871), sua penitente, per l'educazione cristiana delle giovani del popolo e l'assistenza ai bisognosi: il 14 aprile 1865, venerdì santo, Chieppi accolse la prima professione dei voti religiosi della Micheli e di quattro sue compagne.
L'istituto venne eretto in congregazione di diritto diocesano l'8 dicembre 1905; ricevette il pontificio decreto di lode il 10 maggio 1941 e l'approvazione definitiva della Santa Sede il 13 giugno 1949.
Tra le più illustri religiose della congregazione va ricordata madre Eugenia Picco (1867-1921), superiora generale delle Piccole Figlie dal 1911 alla morte, beatificata da papa Giovanni Paolo II nel 2001.

## Attività e diffusione
Tra le principali attività delle Piccole Figlie vanno ricordate l'assistenza agli orfani e ai bambini abbandonati, l'istruzione e l'educazione cristiana della gioventù, la cura agli infermi e agli anziani.
Oltre che in Italia, sono presenti in Cile, Repubblica Democratica del Congo, Perù, Svizzera e Turchia; la casa generalizia è a Parma.
Al 31 dicembre 2005, la congregazione contava 319 religiose in 47 case.